# يو فاي
يو فاي هي مجدفة صينية، ولدت في 25 يناير 1984.

## وصلات خارجية
- يو فاي على موقع الاتحاد الدولي للتجديف (الإنجليزية)
- يو فاي على موقع أوليمبيديا (الإنجليزية)
- يو فاي على موقع اللجنة الأولمبية الصينية (الإنجليزية)